# Waterville (Kansas)
Waterville é uma cidade localizada no estado americano de Kansas, no Condado de Marshall.

## Demografia
Segundo o censo americano de 2000, a sua população era de 681 habitantes.
Em 2006, foi estimada uma população de 627, um decréscimo de 54 (-7.9%).

## Geografia
De acordo com o United States Census Bureau tem uma área de
1,3 km², dos quais 1,3 km² cobertos por terra e 0,0 km² cobertos por água.

## Localidades na vizinhança
O diagrama seguinte representa as localidades num raio de 28 km ao redor de Waterville.